# Amblypodia area
Amblypodia area är en fjärilsart som beskrevs av De Nicéville. Amblypodia area ingår i släktet Amblypodia och familjen juvelvingar. Inga underarter finns listade i Catalogue of Life.